# Arthur Horsfield
Arthur Horsfield (Newcastle upon Tyne, 5 luglio 1946) è un ex calciatore inglese, di ruolo attaccante.

## Carriera
Esordisce tra i professionisti nella stagione 1963-1964 all'età di 17 anni con la maglia del Middlesbrough, club in cui già aveva giocato fin da bambino nelle giovanili. Rimane in squadra fino al gennaio del 1969, giocando sempre in seconda divisione tranne che nella stagione 1966-1967, trascorsa in terza divisione e conclusasi con una promozione in seconda divisione (a seguito della retrocessione dell'anno precedente). Nell'arco delle sue cinque stagioni e mezzo con il Boro mette a segno in totale 51 reti in 111 partite di campionato. Passa quindi al Newcastle Utd, in prima divisione: la sua permanenza alle Magpies termina però già nell'estate del 1969, dopo la vittoria della Coppa delle Fiere ed aver segnato 3 reti in 9 partite nella First Division 1968-1969.
Passa infatti per la cifra di 17500 sterline allo Swindon Town, club neopromosso in seconda divisione e detentore della Coppa di Lega. Qui tra il 1969 ed il 1970 vince una Coppa di Lega Italo-Inglese (segnando anche una rete nella partita di ritorno, vinta per 4-0 in casa contro la Roma) ed una Coppa Anglo-Italiana, oltre a giocare per tre stagioni in seconda divisione sempre con ottime medie realizzative (33 presenze e 12 reti nella stagione 1969-1970, 35 presenze e 12 reti nella stagione 1970-1971 e 40 presenze e 18 reti nella stagione 1971-1972). Nell'estate del 1972 dopo complessive 132 presenze e 57 reti fra tutte le competizioni ufficiali con la maglia dei Robins viene ceduto al Charlton, con cui nella stagione 1972-1973 vince il titolo di capocannoniere della terza divisione inglese, categoria nella quale gioca con gli Addicks anche nel biennio successivo, fino alla promozione conquistata al termine della stagione 1974-1975. Nell'estate del 1975 Horsfield viene però ceduto al Watford, club di quarta divisione, dove rimane per le successive due stagioni, mettendo a segno 18 reti in 76 partite di campionato. Nell'estate del 1977 lascia il club per andare a giocare in Southern Football League (all'epoca una delle principali leghe calcistiche inglesi al di fuori della Football League) con i semiprofessionisti del Dartford: dopo pochi mesi, complici anche i problemi economici del club, lascia però la squadra e si ritira, nonostante i soli 31 anni di età.
In carriera ha totalizzato complessivamente 445 presenze e 154 reti nei campionati della Football League.

## Palmarès

### Club

#### Competizioni internazionali
- Coppa delle Fiere: 1

Newcastle: 1968-1969
- Coppa di Lega Italo-Inglese: 1

Swindon Town: 1969
- Coppa Anglo-Italiana: 1

Swindon Town: 1970

### Individuale
- Capocannoniere della terza divisione inglese: 1

1972-1973 (26 gol)